# Jock Stein
John "Jock" Stein (Burnbank, South Lanarkshire, Escòcia, 5 d'octubre de 1922 - Cardiff, Gal·les, 10 de setembre de 1985) va ser un Entrenador de futbol britànic conegut per dirigir el Celtic d'Escòcia i a la selecció de futbol d'Escòcia.
Durant la seva carrera com a tècnic va guanyar sis Lligues d'Escòcia, deu Copes de la Lliga d'Escòcia, nou copes d'Escòcia i una Copa Europea de campions el 1967 amb el Celtic.
Com a futbolista va jugar entre 1942 i 1950 a l'Albion Rovers, després va jugar un any al Llanelli Town i finalment entre 1951 i 1956 en el tradicional Celtic.
Després d'un breu període allunyat del futbol, en 1960 va començar la seva carrera com a entrenador en el Dunfermline Athletic Football Club, en sis setmanes va aconseguir salvar a l'equip del descens i a la temporada següent va obtenir amb el club la seva primera copa d'Escòcia. En 1964 es va fer càrrec de l'Hibernian Football Club i va guanyar la Copa d'Estiu.
El 9 de març de 1965 es va convertir en el primer entrenador no catòlic del Celtic en tota la seva història. Va dirigir a l'equip verd fins a 1978, quan va assumir la direcció de l'equip anglès de Leeds United FC.
En l'equip escocès va guanyar deu lligues (nou de manera consecutiva), vuit copes escoceses, sis Copa de la Lliga d'Escòcia, 5 Copes Glasgow, el torneig , el trofeu de l'Ós Polar, la copa Drybrough, i el 1967 el major assoliment en la història del Celtic: la Copa de Campions d'Europa, a la final de 1967 que el Celtic va guanyar contra l'Inter de Milà per 2 a 1 a l'Estádio Nacional de Lisboa, amb els famosos Lleons de Lisboa.
Després va dirigir a la Selecció de futbol d'Escòcia entre 1978 i 1985. El 10 de setembre de 1985 Stein va morir d'un atac cardíac quan va finalitzar el partit entre la seva selecció i Gal·les en el Ninian Park. Uns mesos abans, Jock Stein havia contractat al jove Alex Ferguson perquè fos el seu assistent, qui el va succeir en el càrrec després de la seva mort.